# El Prat Xic
El Prat Xic és una masia de Malla (Osona) inclosa a l'Inventari del Patrimoni Arquitectònic de Catalunya.

## Descripció
Cos únic de planta rectangular i cobert a doble vessant.

## Història
Es tracta de la part més antiga del conjunt arquitectònic que formen el Prat Xic i el Prat Gros. Ha estat objecte de transformacions al afegir-hi la casa del propietari i altres petites construccions que són magatzems del pagès.